# Vetusta Morla
Vetusta Morla é uma banda de pop rock originária de Tres Cantos, Madrid (Espanha), que canta em castelhano. Depois de nove anos de estrada, publicaram em fevereiro de 2008 seu primeiro álbum, Un día en el mundo, que tem recebido uma grande aceitação tanto por parte do público como pela crítica especializada.
Vetusta vem do latim uetustus (ou vetustus), que significa muito velho, antigo. Morla é um personagem de Brasil: A História sem Fim / Portugal: A História Interminável (título original em alemão: Die Unendliche Geschichte), um livro de fantasia escrito pelo escritor alemão Michael Ende.
Segundo a própria banda em seu site,

## Discografia
- 13 horas con Lucy (demo, 2000)
- Vetusta Morla (demo, 2001)
- La cuadratura del círculo (demo, 2003)
- Mira (EP, 2005)
- Un día en el mundo (álbum, 2008)
- Mapas (álbum, 2011)
- "La Deriva (álbum, 2014)

### Mira
Mira pode ser considerada a primeira gravação "profissional" de Vetusta Morla. Produzido pelo grupo e Angel Luján, inclui seis faixas, mais uma faixa bônus, entre as quais se encontram gravações do primeiro programa ao vivo que a banda apresentou em Los conciertos de Radio 3, um programa da televisão espanhola.
Em uma viagem à Beirut, a banda fez uma escala em Praga e se surpreendeu com a imagem à porta de uma galeria de arte, a Godot Art Gallery. A arte de Mira ficou a cargo do próprio Pucho.
Lista de músicas
1. Año nuevo
2. Valiente
3. La gravedad
4. Taxi
5. La marea
6. Al respirar
7. Iglús sin primavera (faixa bônus)

### Un día en el mundo
O primeiro álbum de Vetusta Morla começou a surgir em Alameda de Cervera, um distrito ou paróquia de (Cidade Real (província)), no ateliê do pintor e escultor Alfredo Martínez. Em uma das salas de uma bodega antiga gravou-se as baterías, os baixos, e parte das percussões. O resto da gravação foi concluída nos estúdios Sonobox de Madrid, junto a seus socios e produtores Javibu Carretero e Manuel Colmenero.
Por não receber o apoio que buscavam por parte das gravadoras, Vetusta Morla cria o selo Pequeño salto mortal, com o qual, por fim, publicam seu primeiro disco em fevereiro de 2008.
No álbum estão reunidas músicas de épocas diferentes da banda, algumas das quais foram revisadas e inclusive mudaram de nome.
Lista de músicas
1. Autocrítica
2. Sálvese quien pueda
3. Un día en el mundo
4. Copenhague
5. Valiente
6. La marea
7. Pequeño desastre animal
8. La cuadratura del círculo
9. Año nuevo
10. Rey sol
11. Saharabbey road
12. Al respirar